# Llista de topònims d'Altafulla
Llista de topònims (noms propis de lloc) del municipi d'Altafulla, al Tarragonès
Informació actualitzada per un bot. Els canvis manuals es perdran quan s'actualitzi!

## casa
| imatge | Nom                       | Ubicat a  | instància de | Detalls                     | coordenades                                                             | Protecció                   | Commons (més fotos)                | Dades a WD                    |
| ------ | ------------------------- | --------- | ------------ | --------------------------- | ----------------------------------------------------------------------- | --------------------------- | ---------------------------------- | ----------------------------- |
|        | Ca l'Ixart                | Altafulla | casa         | Estil: barroc               | 41° 08′ 33″ N, 1° 22′ 36″ E / 41.1424°N,1.37669°E ca:Plaça del Pou      | bé cultural d'interès local | Casa Yxart (Altafulla)             | Modifica les dades a Wikidata |
|        | Casa Rectoral (Altafulla) | Altafulla | casa         | Estil: arquitectura popular | 41° 08′ 34″ N, 1° 22′ 34″ E / 41.142804°N,1.376233°E                    | bé cultural d'interès local | Casa Rectoral (Altafulla)          | Modifica les dades a Wikidata |
|        | Casa Robert               | Altafulla | casa         | Estil: barroc               | 41° 08′ 31″ N, 1° 22′ 31″ E / 41.14188°N,1.375405°E                     | bé cultural d'interès local | Casa Robert                        | Modifica les dades a Wikidata |
|        | Casa de la Mare de Déu    | Altafulla | casa         |                             | 41° 08′ 34″ N, 1° 22′ 34″ E / 41.142662°N,1.376172°E ca:Carrer del Forn | bé cultural d'interès local | Casa de la Mare de Déu (Altafulla) | Modifica les dades a Wikidata |
|        | Casa del Sau              | Altafulla | casa         |                             | 41° 08′ 31″ N, 1° 22′ 31″ E / 41.14206°N,1.375401°E                     | bé cultural d'interès local | Casa del Sau (Altafulla)           | Modifica les dades a Wikidata |
|        | Ravals d'Altafulla        | Altafulla | casa         | Estil: barroc               | 41° 08′ 30″ N, 1° 22′ 31″ E / 41.141561°N,1.375352°E                    | bé cultural d'interès local | Cases d'Altafulla                  | Modifica les dades a Wikidata |

## edifici
| imatge | Nom                   | Ubicat a  | instància de | Detalls                                          | coordenades                                                              | Protecció                                  | Commons (més fotos)               | Dades a WD                    |
| ------ | --------------------- | --------- | ------------ | ------------------------------------------------ | ------------------------------------------------------------------------ | ------------------------------------------ | --------------------------------- | ----------------------------- |
|        | CEIP La Portalada     | Altafulla | edifici      |                                                  | 41° 08′ 28″ N, 1° 22′ 07″ E / 41.14119°N,1.36853°E                       | bé integrant del patrimoni cultural català |                                   | Modifica les dades a Wikidata |
|        | Hospital de Pelegrins | Altafulla | edifici      | Estil: arquitectura del Renaixement 16th century | 41° 08′ 34″ N, 1° 22′ 37″ E / 41.14268°N,1.3769°E ca:Pl. Pou, 14 38 msnm | bé cultural d'interès local                | Hospital de Pelegrins (Altafulla) | Modifica les dades a Wikidata |

## entitat singular de població
| imatge | Nom            | Ubicat a  | instància de                                   | Detalls  | coordenades                                                | Protecció | Commons (més fotos) | Dades a WD                    |
| ------ | -------------- | --------- | ---------------------------------------------- | -------- | ---------------------------------------------------------- | --------- | ------------------- | ----------------------------- |
|        | Altafulla      | Altafulla | entitat singular de població capital municipal | 5616 hab | 41° 08′ 34″ N, 1° 22′ 22″ E / 41.14286°N,1.37269°E 46 msnm |           |                     | Modifica les dades a Wikidata |
|        | Brises del Mar | Altafulla | entitat singular de població                   | 193 hab  | 41° 10′ 03″ N, 1° 23′ 25″ E / 41.16743°N,1.39017°E 72 msnm |           |                     | Modifica les dades a Wikidata |

## església
| imatge | Nom                    | Ubicat a  | instància de    | Detalls                     | coordenades                                              | Protecció                   | Commons (més fotos)               | Dades a WD                    |
| ------ | ---------------------- | --------- | --------------- | --------------------------- | -------------------------------------------------------- | --------------------------- | --------------------------------- | ----------------------------- |
|        | Sant Antoni de Pàdua   | Altafulla | església ermita | Estil: arquitectura barroca | 41° 08′ 53″ N, 1° 22′ 21″ E / 41.148°N,1.37247°E 90 msnm | bé cultural d'interès local | Ermita de Sant Antoni (Altafulla) | Modifica les dades a Wikidata |
|        | Sant Martí d'Altafulla | Altafulla | església        | Estil: arquitectura barroca | 41° 08′ 34″ N, 1° 22′ 34″ E / 41.1428°N,1.37623°E        | bé cultural d'interès local | Church of Sant Martí (Altafulla)  | Modifica les dades a Wikidata |

## masia
| imatge | Nom              | Ubicat a  | instància de | Detalls | coordenades                                                                                  | Protecció | Commons (més fotos) | Dades a WD                    |
| ------ | ---------------- | --------- | ------------ | ------- | -------------------------------------------------------------------------------------------- | --------- | ------------------- | ----------------------------- |
|        | Cal Pistraques   | Altafulla | masia        |         | 41° 09′ 56″ N, 1° 23′ 10″ E / 41.1654213382924°N,1.38611154582743°E                          |           |                     | Modifica les dades a Wikidata |
|        | Casa Rigol       | Altafulla | masia        |         | 41° 08′ 27″ N, 1° 22′ 40″ E / 41.14084935862°N,1.37781359731883°E                            |           |                     | Modifica les dades a Wikidata |
|        | Casablanca       | Altafulla | masia        |         | 41° 08′ 43″ N, 1° 23′ 13″ E / 41.1452306077687°N,1.38704769854741°E                          |           |                     | Modifica les dades a Wikidata |
|        | Mas de la Casera | Altafulla | masia        |         | 41° 09′ 29″ N, 1° 22′ 59″ E / 41.1579637511653°N,1.38294550569416°E                          |           |                     | Modifica les dades a Wikidata |
|        | la Fassina       | Altafulla | masia        |         | 41° 08′ 10″ N, 1° 22′ 33″ E / 41.136229082057°N,1.37593776929945°E ca:Carrer Pont del Mar, 5 |           |                     | Modifica les dades a Wikidata |

## platja
| imatge | Nom                | Ubicat a                | instància de                                | Detalls                 | coordenades                                                      | Protecció | Commons (més fotos) | Dades a WD                    |
| ------ | ------------------ | ----------------------- | ------------------------------------------- | ----------------------- | ---------------------------------------------------------------- | --------- | ------------------- | ----------------------------- |
|        | el Canyadell       | Torredembarra Altafulla | platja                                      | Llarg: 60m Ample: 60m   | 41° 07′ 58″ N, 1° 23′ 23″ E / 41.13270000004°N,1.3897999999596°E |           | El Canyadell        | Modifica les dades a Wikidata |
|        | platja d'Altafulla | Altafulla               | platja platja d'arena daurada platja urbana | Llarg: 1100m Ample: 20m | 41° 08′ 03″ N, 1° 22′ 48″ E / 41.13421°N,1.37991°E               |           | Platja d'Altafulla  | Modifica les dades a Wikidata |

## Misc
| imatge | Nom                                 | Ubicat a                             | instància de                                      | Detalls                                                          | coordenades                                                                                              | Protecció                                                                                        | Commons (més fotos)                | Dades a WD                    |
| ------ | ----------------------------------- | ------------------------------------ | ------------------------------------------------- | ---------------------------------------------------------------- | --- | ------------------------------------------------------------------------------------------------ | ---------------------------------- | ----------------------------- |
|        | Casa de la Vila d'Altafulla         | Altafulla                            | casa consistorial                                 | Estil: arquitectura popular                                      | 41° 08′ 32″ N, 1° 22′ 36″ E / 41.14234°N,1.3768°E                                                        | bé cultural d'interès local                                                                      | Casa de la Vila d'Altafulla        | Modifica les dades a Wikidata |
|        | Castell d'Altafulla                 | Altafulla                            | castell                                           | Estil: arquitectura del Renaixement                              | 41° 08′ 34″ N, 1° 22′ 33″ E / 41.142722°N,1.375904°E ca:Plaça de l'Esglésiaaa 54 msnm                    | bé d'interès cultural bé cultural d'interès nacional                                             | Castell d'Altafulla                | Modifica les dades a Wikidata |
|        | Estació d'Altafulla-Tamarit         | Tarragona Altafulla                  | estació de ferrocarril                            |                                                                  | 41° 08′ 11″ N, 1° 22′ 24″ E / 41.136472222222224°N,1.373388888888889°E                                   |                                                                                                  |                                    | Modifica les dades a Wikidata |
|        | Monuments als Castells              | Altafulla                            | memorial                                          |                                                                  | 41° 08′ 32″ N, 1° 22′ 36″ E / 41.14226119627169°N,1.3767081499099731°E                                   |                                                                                                  | Monuments als Castells (Altafulla) | Modifica les dades a Wikidata |
|        | Muralla d'Altafulla                 | Altafulla                            | muralla urbana                                    | Estil: arquitectura gòtica arquitectura popular                  | 41° 08′ 29″ N, 1° 22′ 33″ E / 41.141389°N,1.375747°E ca:Ronda d'Altafulla                                | bé d'interès cultural bé cultural d'interès nacional                                             | Muralla d'Altafulla                | Modifica les dades a Wikidata |
|        | Polígon industrial de Roques Planes | Altafulla                            | polígon industrial                                |                                                                  | 41° 09′ 19″ N, 1° 23′ 30″ E / 41.1552493182527°N,1.39172411259161°E                                      |                                                                                                  |                                    | Modifica les dades a Wikidata |
|        | Pont del Gaià                       | Altafulla                            | pont                                              | Travessa: riu Gaià                                               | 41° 08′ 25″ N, 1° 21′ 40″ E / 41.1403256424321°N,1.36118119433923°E                                      |                                                                                                  |                                    | Modifica les dades a Wikidata |
|        | Sant Antoni                         | Altafulla                            | muntanya                                          |                                                                  | 41° 08′ 53″ N, 1° 22′ 21″ E / 41.1481°N,1.3724°E 90.5 msnm                                               |                                                                                                  |                                    | Modifica les dades a Wikidata |
|        | Sant Antoni                         | Altafulla                            | vèrtex geodèsic                                   | Alt: 1.2m                                                        | 41° 08′ 54″ N, 1° 22′ 22″ E / 41.148281°N,1.372706°E 92.364 msnm                                         |                                                                                                  |                                    | Modifica les dades a Wikidata |
|        | Sinia de Fra Vidal                  | Altafulla                            | sínia                                             | 18th century                                                     | 41° 08′ 15″ N, 1° 22′ 41″ E / 41.13743746561474°N,1.3779258728027346°E                                   |                                                                                                  |                                    | Modifica les dades a Wikidata |
|        | Torrassa de Sant Antoni             | Altafulla                            | torre de telegrafia òptica                        | Estil: arquitectura popular                                      | 41° 08′ 52″ N, 1° 22′ 22″ E / 41.147702°N,1.372794°E ca:Camí de l'Ermita 88 msnm                         | bé d'interès cultural bé cultural d'interès nacional                                             | Torrassa de Sant Antoni            | Modifica les dades a Wikidata |
|        | Vila Closa d'Altafulla              | Altafulla                            | centre històric                                   | Estil: arquitectura gòtica racionalisme arquitectònic            | 41° 08′ 32″ N, 1° 22′ 34″ E / 41.142264°N,1.376157°E 50 msnm                                             | bé d'interès cultural bé cultural d'interès nacional                                             | Nucli antic d'Altafulla            | Modifica les dades a Wikidata |
|        | barraques de vinya                  | Altafulla                            | barraca de vinya                                  | Estil: arquitectura popular                                      | 41° 08′ 44″ N, 1° 22′ 49″ E / 41.145517°N,1.380238°E ca:Camí del cementiri 26 msnm                       | bé cultural d'interès local                                                                      | Barraques de vinya (Altafulla)     | Modifica les dades a Wikidata |
|        | les Botigues de Mar                 | Altafulla                            | nucli de població                                 | Estil: arquitectura popular 18th century                         | 41° 08′ 03″ N, 1° 22′ 44″ E / 41.1342°N,1.37897°E                                                        | bé cultural d'interès local                                                                      | Les Botigues de Mar                | Modifica les dades a Wikidata |
|        | mar Mediterrània                    |                                      | mar interior mar mediterrani conca hidrogràfica   | Superfície: 2500000km² Profunditat: 5267 1541m Volum: 3839000km³ | 38° N, 17° E / 38°N,17°E 0 msnm                                                                          |                                                                                                  | Mediterranean Sea                  | Modifica les dades a Wikidata |
|        | riu Gaià                            | Conca de Barberà Alt Camp Tarragonès | curs d'aigua                                      | Desemboca: mar Mediterrània Llarg: 59km Conca: 423.8km²          | 41° 31′ 55″ N, 1° 23′ 15″ E / 41.531903°N,1.38742°E 41° 07′ 53″ N, 1° 22′ 03″ E / 41.131362°N,1.367462°E |                                                                                                  | Gaià River                         | Modifica les dades a Wikidata |
|        | vil·la romana dels Munts            | Altafulla                            | jaciment arqueològic vil·la romana ruïnes romanes | Superfície: 100ha                                                | 41° 08′ 09″ N, 1° 23′ 08″ E / 41.135872222222°N,1.3854555555556°E ca:Passeig del Fortí                   | lloc component de Patrimoni de la Humanitat bé d'interès cultural bé cultural d'interès nacional | Vil·la romana dels Munts           | Modifica les dades a Wikidata |